# Combat de Pontivy
Chouannerie
Batailles
- 1er Vannes
- Fouesnant
- Scrignac
- Lannion
- Pontrieux
- Bourgneuf-la-Forêt
- Plumelec
- Savenay
- Loiré
- Ancenis
- 2e Vannes
- Pluméliau
- Pontivy
- 1er La Roche-Bernard
- 1er Rochefort-en-Terre
- Pacé
- Guérande
- Fleurigné
- Fougères
- Vitré
- Mané-Corohan
- Plabennec
- Saint-Pol-de-Léon
- Kerguidu
- Lamballe
- Saint-Perreux
- 2e Rochefort-en-Terre
- 2e La Roche-Bernard

La combat de Pontivy a lieu le 15 mars 1793 à la suite de la révolte des paysans bretons contre la levée en masse, au début de la Chouannerie.

## Prélude
Après leur victoire à Pluméliau, les paysans insurgés décident de marcher sur Pontivy, une des villes les plus républicaines de Bretagne. Le 14 mars, les paroisses autour de Pontivy sonnent le tocsin, les premières à s'insurger sont Malguénac, Silfiac, Guern et Séglien, les autres suivent et c'est au nombre de peut-être 5 000 à 6 000 selon François Cadic, qu'ils marchent sur la ville en chantant un Vexilla et le Salve Regina. Plusieurs insurgés sont vus avec une image cousue sur la poitrine représentant un cœur transpercé par un poignard. Les quelques patriotes ou acquéreurs de bien nationaux du pays sont pris comme otages ou forcés de marcher avec les révoltés. Des rumeurs font état d'un garde national capturé et scié en deux à Cléguérec. Les Républicains craignent en outre que les insurgés ne coupent les barrages de l'étang de Pélinec, près de Saint-Nicolas-du-Pélem afin d'inonder Pontivy. Au matin les révoltés tiennent un conseil de guerre au bois d'Amour, sur la route de Baud et envoient un parlementaire, Mathurin Le Quinquis, réclamer la reddition de la ville de Pontivy. Les patriotes refusent et renvoient l'émissaire, à 11 heures les insurgés passent à l'attaque.
Cependant, bien qu'en nette infériorité numérique, les Républicains disposent de fusils, de munitions et de canons tandis que les insurgés ne sont pour la plupart armés que de faux, de fourches et de couteaux de pressoirs. De plus la ville est protégée par des remparts, et les défenseurs commandés par Violard ont déjà été renforcés par un détachement de 50 hommes de la garde nationale de Guémené-sur-Scorff.

## Combat
Les insurgés attaquent et portent leur principal effort sur le faubourg de Tréleau, au nord. Menés par les gars de Melrand, Bieuzy, Guern, Séglien, Cléguérec et Malguénac, ils remportent un premier succès, les Républicains se replient et ne parviennent à freiner la progression des révoltés qu'au pont de l'hôpital, grâce à la présence d'un canon. Malgré la mitraille, les paysans continuent de charger en poussant des cris qui effrayent les Républicains. Mais à une heure de l'après-midi, des renforts venus de Josselin, composés de 35 hommes de sa garde nationale, de ses gendarmes et de soldats du 109e régiment d'infanterie de ligne, engagent sur leurs arrières les insurgés de Noyal-Pontivy, Pluméliau, Naizin, Moréac et Locminé. Les Républicains parviennent à les faire reculer malgré la perte de 6 hommes tués. Les insurgés sont ainsi repoussés à l'Est et à l'Ouest de la ville, mais au Nord, les combats continuent de faire rage. À 5 heures de l'après-midi, alors que la nuit commence à tomber, les patriotes engagent la contre-attaque et tentent de reprendre Tréleau, cependant près du village de Kerver ils se heurtent à une solide résistance de la part des insurgés de Neulliac, Kergrist et Saint-Gérand. Depuis le château de Pontivy, les Républicains constatent que les collines environnantes sont encore couronnées d'insurgés. Finalement un nouveau renfort de 50 hommes venu de Loudéac permet aux Républicains de prendre l'avantage en engageant les paysans par un défilé près du château. A 7 heures du soir, les révoltés décrochent, poursuivis par les patriotes.

## Pertes et répression
L'affrontement a été sérieux, les Républicains ont une dizaine de morts et selon eux, 400 paysans ont été tués. Ce nombre est cependant probablement exagéré, dans une lettre, l'abbé Huet prêtre constitutionnel de Merdrignac parle de 100 morts. Les corps des rebelles tués sont jetés dans le Blavet. Selon l'historienne Pascale Ronsin, 18 Pontivyens et 3 gardes nationaux sont tués lors du combat.
De plus 53 insurgés sont faits prisonniers lors de la poursuite. Ils sont jugés par la commission militaire qui en condamne 12 à mort, 18 sont envoyés au tribunal criminel du département à Vannes, 19 au juge de paix, seulement 4 sont acquittés. Les 12 condamnés sont guillotinés les 29 et 30 mars.
L'abbé Huet évoque le combat dans une lettre écrite à Broons le 17 mars :

« Je m'empresse de vous faire part, avec bien des sensibilités, de la malheureuse catastrophe arrivée à Pontivy ces jours derniers relativement au tirement de milices nationales. Dix mille bas-Bretons, trompés par les ennemis de la République, ont massacré une assez grande quantité de patriotes : trois gendarmes, dont un de Loudéac, sont du nombre. Je connais un peu les bas-Bretons ; ils avaient sans doute bu, et se voyant les plus forts, ils ont crié "Torr Penn". Bref, l'on compte 100 morts. Voici donc, chers concitoyens, le moment de la crise arrivé : on se prépare, ici, à faire du tapage. Quant à moi, je veille, m'informe, et sais les menaces qu'a déjà fait le nommé Le Maître. Nous espérons tous ici que vous prendrez des mesures de sûreté pour nous lors du tirement de Merdrignac. Les récompenses promises pourraient déterminer les jeunes gens à s'enrôler. Toute la Bretagne fourmille d'émigrés et de déportés rentrés ; quelqu'un de Merdrignac les avertit du passage des gendarmes, le chef de ceux-ci ferait bien d'organiser des battues. L'émigré de Grénédan rôde autour de Ménéac où les jeunes gens refusent de tirer au sort. »